# 神明社 (横浜市神奈川区三枚町)
神明社（しんめいしゃ）は、神奈川県横浜市神奈川区三枚町(旧三枚橋村字宮原)にある神社である。旧村社。

## 祭神
- 天照皇大神[1]

### 合祀社
- 太平社 (猿田彦命)[1]
- 稲荷社 (稲蒼魂命)[2]
- 地神塔[1]
- 山王社 (日枝社・国常立命・大己貴命・日本武尊)[1]

## 歴史
創建時期は詳かではないが、文政11年(1828年)の『新編武蔵風土記稿』には「神明社 祭神戸の丘上にあり、社は一間半に二間西向なり、村民持、太平社と同日の例祭にて、其日は鳥山村西蔵院来て事を處せりと云々」とある。
明治の神仏分離の後は、東神奈川熊野神社の神職照本家が代々奉仕するという。
明治6年(1873年)村社に列せられ、大正15年(1925年)11月、村内の太平権現社、山王社、稲荷社を合祀した。
昭和61年(1986年)、氏子の奉賛により、社殿、社務所、手水舎、灯籠、参道等を新築した。

## 境内
- 323坪[6]
- 44段の階段を登って境内に至る[6]。
- 社殿 - 四坪、木造草葺流造[6]
- 舞殿 - 六坪、木造亜鉛葺[6]

## 祭礼
- 10月7日前後の土曜日 - 例大祭[7]

## 氏子
- 三枚町全域[6]

## ギャラリー
- 参道から鳥居を見上げる
- 舞殿
- 手水舎